# Hroar de la Cour
Paul Hroar Dornonville de la Cour, född 6 december 1914 i Kristiania (nuvarande Oslo) i Norge, död 17 februari 2007 i Eskilstuna Klosters församling i Södermanlands län, var en svensk industriledare.
Hroar de la Cour tillhörde den franskbördiga danska släkten la Cours svenska gren. Han var son till industriledaren Jens Lassen la Cour och Maria Kapfener samt bror till industriledaren Bjarne de la Cour. Han var direktör i AB Arbogamaskiner från 1945, AB Scania verktyg i Helsingborg från 1956 och AB C A Carlson & Co i Arboga från 1961. Han blev styrelseledamot i Skandinaviska bankens avdelningskontor i Arboga 1951 och ordförande där 1958. Han var också politiskt verksam som ledamot av stadsfullmäktige.
Han var från 1945 gift med Lilly H E D de la Cour (1922–1997). En sonson till paret är artisten Henric de la Cour. Ett senare äktenskap upplöstes 2001.